# Hohenbergia conquistensis
Hohenbergia conquistensis är en gräsväxtart som beskrevs av Elton Martinez Carvalho Leme. Hohenbergia conquistensis ingår i släktet Hohenbergia och familjen Bromeliaceae. Inga underarter finns listade i Catalogue of Life.